# Карта ґрунтів

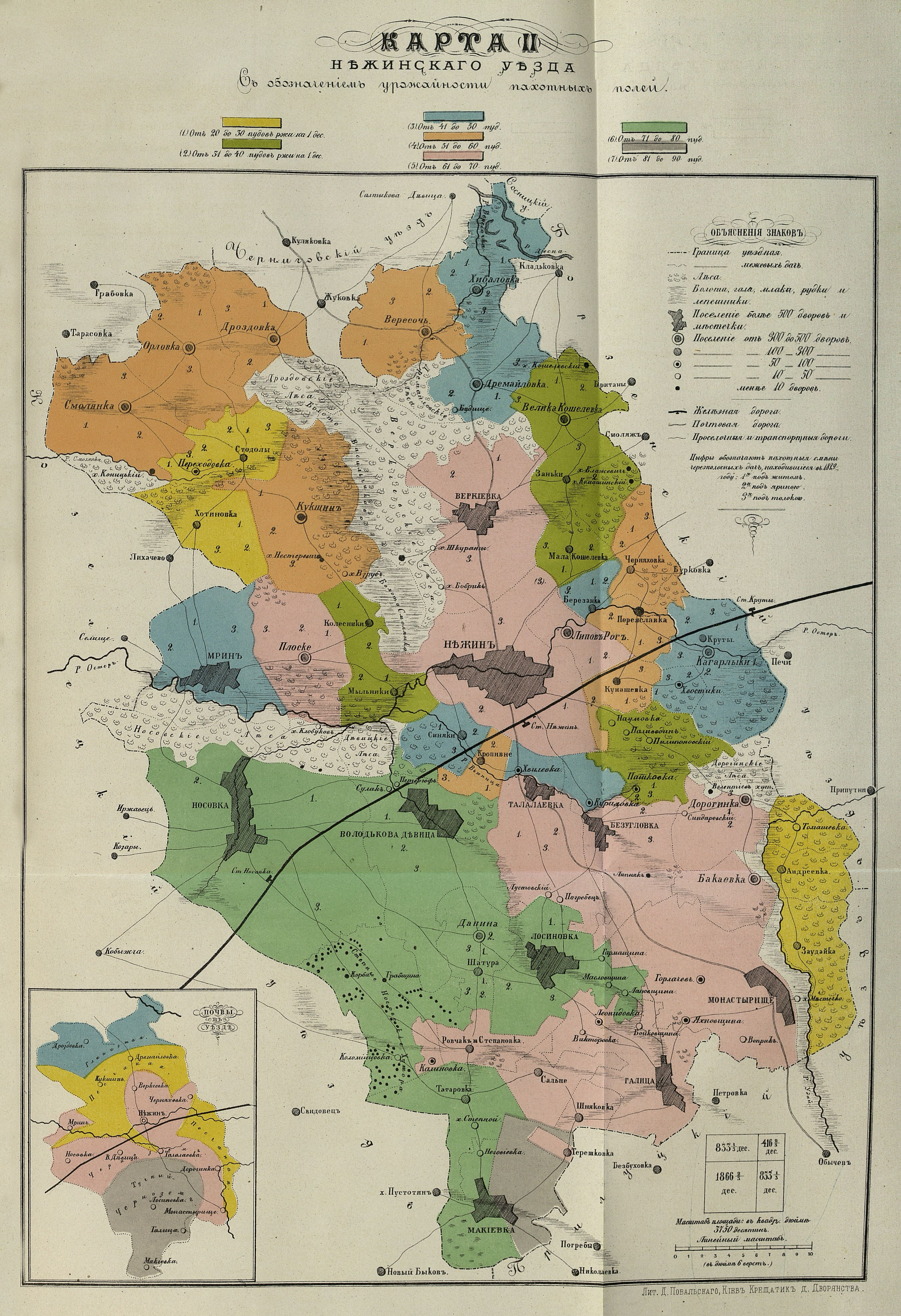
Карта грунтів ніжинського повіту 1885

Карта ґрунтів (план ґрунтів) — це топографічна основа з відображеними на ній ґрунтами. План ґрунтів складається на основі матеріалів ґрунтового обстеження. Ґрунтові обстеження проводяться з метою складання ґрунтових карт різного масштабу і призначення з подальшим їх використанням у виробничих, наукових, освітніх та інших цілях. У залежності від прийнятого масштабу ґрунтові обстеження (зйомки) розділяють на детальні (1:200-1:5000), велико- (1:10000 — 1:50000), середньо- (1:100000-1:300000) і дрібномасштабні (дрібніше 1:300000). Ґрунтовий план головний фундаментальний науковий документ на землю, основа обліку та раціонального використання земельних ресурсів. Розроблені ґрунтові плани з різним ступенем детальності відображають характер ґрунтового покриву. Для складання ґрунтового плану зазвичай використовують план внутрішньогосподарського землекористування з топоосновою, аерофотоплан, космічні знімки тощо. При достатній кваліфікації працюючого ґрунтознавця точність плану залежить від масштабу зйомки і масштабу картографічної основи. На ґрунтовий план наносять межі ґрунтових виділів, шифри ґрунтів, позначення гранулометричного складу, засолення, солонцюватість, оглеєння, ґрунтотвірні породи. Ґрунтові виділи, нанесені в польових умовах на топографічній основі, перетворюють її на ґрунтовий план, який для зручності читання фарбують відповідно до генетичної природи ґрунтів і прийнятих стандартів (шкали кольорів). Ґрунтові карти можуть бути паперовими і цифровими побудовані як вручну так і за допомогою геоінформаційних систем.
Ґрунтові карти та картограми потрібні для проведення агротехнічних і меліоративних робіт, розробки заходів з підвищення рівня родючості ґрунтів, захисту ґрунтів від водної та вітрової ерозії, охорони їх від засолення, заболочення, технічного забруднення та інших деградаційних процесів. Картографія ґрунтів є одним із головних розділів генетичного ґрунтознавства, вона сприяє вивченню ґрунту, як особливого природно — історичного тіла. Головною метою картографування є дослідження і відображення просторової неоднорідності ґрунтового покриву, основи агровиробничої оцінки ґрунтів, розроблення відповідних заходів щодо підвищення родючості, охорони від ерозійних процесів та найбільш раціонального їх використанню.